# Talayot von Binicalsitx
Der Talayot von Binicalsitx ist eine Megalithanlage in der Gemeinde Ferreries auf der Baleareninsel Menorca.

## Lage
Die Fundstätte befindet sich im Süden Menorcas nahe der ME-22 zwischen Ferreries und Cala Galdana. Der Weg ist nicht ausgeschildert, und es gibt keine Informationstafel.

## Beschreibung

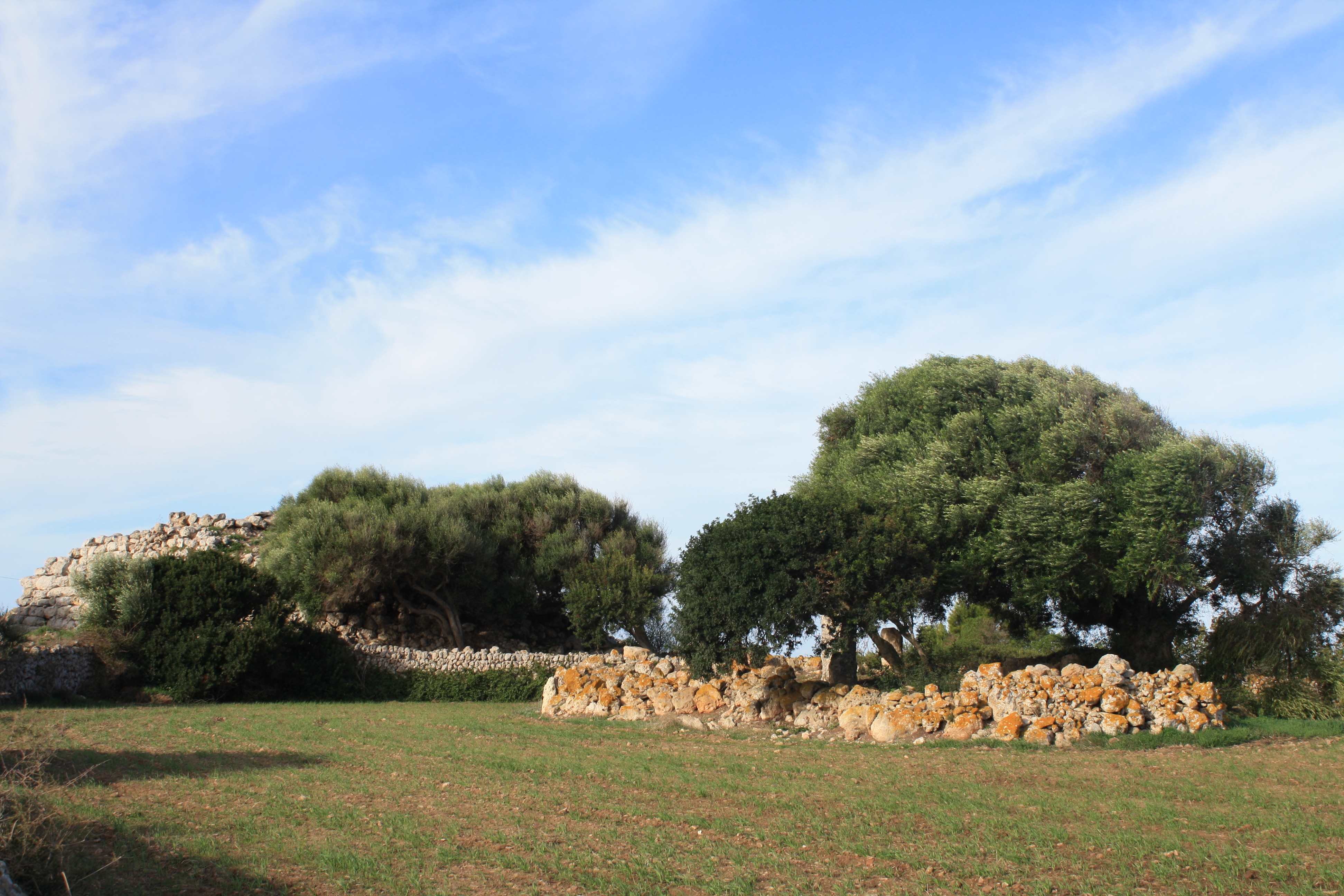
Der Talayot von Binicalsitx (im Hintergrund links) und die Taula von Binimassó (rechts)

Der Talayot gehörte zu einer prähistorischen Siedlung aus talayotischer und posttalayotischer Zeit. 25 m nordöstlich befindet sich die Taula von Binimassó, das religiöse Zentrum der Siedlung. 50 m nördlich steht ein weiterer Talayot, der über einer Höhle errichtet wurde. Die Talayots von Calafi befinden sich etwa 350 m südöstlich. Die Häuser der Siedlung sind nicht erhalten geblieben.
Talayots, turmartige, in Zyklopen-Technik errichtete Bauten, sind charakteristisch für die Vorgeschichte Mallorcas und Menorcas. Allein auf Menorca wurden 300 Exemplare gefunden. Der Talayot de Binicalsitx ist von beachtlicher Größe. Von seiner Spitze, wo noch die Reste eines früher dort befindlichen Raums zu erkennen sind, kann man bis zum Talayot von Torretrencada und bis zum Meer sehen.